# Andrea Geyer
Andrea Geyer, född 1971 i Freiburgs universitet i dåvarande Västtyskland, är en konstnär som lever och arbetar i New York och i Freiburg. Hon arbetar med video, fotografi och text i forskningbaserade verk som ofta problematiserar företeelser som berättande, fiktion och historieskrivning, och hur identitet formas.
Ett av hennes verk är serien Spiral Lands, chapter 1-3 (2007-2009), som består av en serie svartvita fotografier tillsammans med texter hämtade från historiska källor, muntliga berättelser, nyhetsreportage och påhittade reseskildringar. Verket behandlar den amerikanska koloniala upptäckarmyten och fotografiets roll i skapandet av historien och beskrivningen av hur USA tog kontrollen över kontinenten på bekostnad av den amerikanska ursprungsbefolkningen och hur dessa koloniala mekanismer fortfarande är verksamma. 
Ett annat verk är Criminal Case 40/61: Reverb, 2009 som skildrar rättegången mot den nazistiske krigsförbrytaren Adolf Eichmann i Israel 1961. Verket är en sexkanalig videoinstallation där rollen av den åtalade, försvararen, domaren, åklagaren, åhörarna och journalisten spelas av en och samma skådespelare. Manuset är baserat på historiska dokument, exempelvis journalisten Hannah Arendt reportage för The New Yorker ifrån rättegången, Arendts böcker The Life of the Mind och Eichmann in Jerusalem: A Report on the Banality of Evil och en intervju med Eichmann i Life Magazine som publicerades den 28 november 1960.
Geyer har haft separatutställningar på exempelvis Museum of Modern Art i New York, IASPIS i Stockholm och Esbjergs konstmueum. Vid flera tillfällen har hon samarbetat med konstnären Sharon Hayes, exempelvis i verken In Times like this only Criminals remain silent, 2005 och The Future is Unthinkable / History is Ours, 2009 och de har tillsammans ställt ut på bland annat Documenta 12, Tate Modern i London och  P.S. 1 Contemporary Art Center i New York.
Geyer är representerad vid bland annat Museum of Modern Art.